# Символ Кронекера — Якоби
Символ Кронекера — Якоби — функция, используемая в теории чисел. Иногда называют символом Лежандра — Якоби — Кронекера или просто символом Кронекера.
Символ Кронекера — Якоби является обобщением символов Лежандра и Якоби. Символ Лежандра определён только для простых чисел, символ Якоби — для натуральных нечётных чисел, а символ Кронекера — Якоби расширяет это понятие на все целые числа.

## Определение
Символ Кронекера — Якоби {\displaystyle \left({\frac {a}{b}}\right)} определяется следующим образом:
- если {\displaystyle b} — простое нечётное число, то символ Кронекера — Якоби совпадает с символом Лежандра;
- если {\displaystyle b=0}, то {\displaystyle \left({\frac {a}{0}}\right)={\begin{cases}1,&{\text{if}}\ a=\pm 1,\\0,&{\text{if}}\ a\neq \pm 1;\end{cases}}}
- если {\displaystyle b=2}, то {\displaystyle \left({\frac {a}{2}}\right)={\begin{cases}0,&{\text{if}}\ a\equiv 0{\pmod {2}},\\(-1)^{\frac {a^{2}-1}{8}},&{\text{if}}\ a\equiv 1{\pmod {2}};\end{cases}}}
- если {\displaystyle b=-1}, то {\displaystyle \left({\frac {a}{-1}}\right)={\begin{cases}-1,&{\text{if}}\ a<0,\\1,&{\text{if}}\ a\geqslant 0;\end{cases}}}
- если {\displaystyle b=\delta \cdot p_{1}\cdot \ldots \cdot p_{n}}, где {\displaystyle \delta =\pm 1}, {\displaystyle p_{1},\;\ldots ,\;p_{n}} — простые (не обязательно различные), то

{\displaystyle \left({\frac {a}{b}}\right)=\left({\frac {a}{\delta }}\right)\cdot \left({\frac {a}{p_{1}}}\right)\cdots \left({\frac {a}{p_{n}}}\right),}
где {\displaystyle \left({\frac {a}{p_{i}}}\right)} определены выше.

## Свойства
- {\displaystyle \left({\frac {a}{b}}\right)=0} тогда и только тогда, когда {\displaystyle (a,\;b)\neq 1} ({\displaystyle a} и {\displaystyle b} не взаимно просты).
- Мультипликативность: {\displaystyle \left({\frac {ab}{c}}\right)=\left({\frac {a}{c}}\right)\left({\frac {b}{c}}\right)}.
  - В частности, {\displaystyle \left({\frac {a^{2}b}{c}}\right)=\left({\frac {b}{c}}\right)}.
- Периодичность по переменной {\displaystyle a}: если {\displaystyle b>0}, то
  - при {\displaystyle b\not \equiv 2{\pmod {4}}} период равен {\displaystyle b}, то есть {\displaystyle \left({\frac {a+b}{b}}\right)=\left({\frac {a}{b}}\right)};
  - при {\displaystyle b\equiv 2{\pmod {4}}} период равен {\displaystyle 4b}, то есть {\displaystyle \left({\frac {a+4b}{b}}\right)=\left({\frac {a}{b}}\right)}.
- Периодичность по переменной {\displaystyle b}: если {\displaystyle a\neq 0}, то
  - при {\displaystyle a\equiv 0;\;1{\pmod {4}}} период равен {\displaystyle |a|}, то есть {\displaystyle \left({\frac {a}{b+\left|a\right|}}\right)=\left({\frac {a}{b}}\right)};
  - при {\displaystyle a\equiv 2;\;3{\pmod {4}}} период равен {\displaystyle 4|a|}, то есть {\displaystyle \left({\frac {a}{b+4\left|a\right|}}\right)=\left({\frac {a}{b}}\right)}.
- Если {\displaystyle b} — нечётное натуральное число, то выполнены свойства символа Якоби:
  - {\displaystyle \left({\frac {1}{b}}\right)=1;}
  - {\displaystyle \left({\frac {-1}{b}}\right)=(-1)^{\frac {b-1}{2}};}
  - {\displaystyle \left({\frac {2}{b}}\right)=(-1)^{\frac {b^{2}-1}{8}}.}
- Аналог квадратичного закона взаимности: если {\displaystyle A,\;B} — нечётные натуральные числа, то {\displaystyle \left({\frac {A}{B}}\right)\left({\frac {B}{A}}\right)=(-1)^{{\frac {A-1}{2}}\cdot {\frac {B-1}{2}}}}.

## Связь с перестановками
Пусть {\displaystyle n} — натуральное число, а {\displaystyle a} взаимно просто с {\displaystyle n}. 
Отображение {\displaystyle m_{a}:x\to ax\mod n}, действующее на всём {\displaystyle \mathbb {Z} /n\mathbb {Z} } определяет перестановку {\displaystyle \pi _{a}\in S_{n}}, чётность которой равна символу Якоби:
{\displaystyle \sigma (\pi _{a})=\left({\frac {a}{n}}\right).}

## Алгоритм вычисления
```
1. (Случай 
b=0
)
 

 Если 

  

    

      

        
b

        
=

        
0

      

    

    
{\displaystyle b=0}

  

 то

  Если 

  

    

      

        

          
|

        

        
a

        

          
|

        

        
=

        
1

      

    

    
{\displaystyle |a|=1}

  

, то выход из алгоритма с ответом 1

  Если 

  

    

      

        

          
|

        

        
a

        

          
|

        

        
≠

        
1

      

    

    
{\displaystyle |a|\neq 1}

  

, то выход из алгоритма с ответом 0

 Конец Если

2. (Чётность 
b
)
 

 Если 
a
 и 
b
 оба чётные, то выйти из алгоритма и вернуть 0

 

  

    

      

        
v

        
=

        
0

      

    

    
{\displaystyle v=0}

  

 Цикл Пока 
b
 – чётное

  

  

    

      

        
v

        
:=

        
v

        
+

        
1

        
;

        
b

        
:=

        
b

        

          
/

        

        
2

      

    

    
{\displaystyle v:=v+1;b:=b/2}

  

 Конец цикла

 Если 
v
 – чётное, то 
k=1
, иначе иначе 

  

    

      

        
k

        
=

        
(

        
−

        
1

        

          
)

          

            

              

                

                  
a

                  

                    
2

                  

                

                
−

                
1

              

              
8

            

          

        

      

    

    
{\displaystyle k=(-1)^{\frac {a^{2}-1}{8}}}

  

 Если 

  

    

      

        
b

        
<

        
0

      

    

    
{\displaystyle b<0}

  

, то

  

  

    

      

        
b

        
:=

        
−

        
b

      

    

    
{\displaystyle b:=-b}

  

  Если 

  

    

      

        
a

        
<

        
0

      

    

    
{\displaystyle a<0}

  

, то 

  

    

      

        
k

        
:=

        
−

        
k

      

    

    
{\displaystyle k:=-k}

  

 Конец Если

3. (Выход из алгоритма?)

 
 Если 

  

    

      

        
a

        
=

        
0

      

    

    
{\displaystyle a=0}

  

, то

  Если 

  

    

      

        
b

        
>

        
1

      

    

    
{\displaystyle b>1}

  

, то выход из алгоритма с ответом 0

  Если 

  

    

      

        
b

        
=

        
1

      

    

    
{\displaystyle b=1}

  

, то выход из алгоритма с ответом 
k

 Конец Если

 

  

    

      

        
v

        
:=

        
0

      

    

    
{\displaystyle v:=0}

  

 Цикл Пока 
a
 – чётное

  

  

    

      

        
v

        
:=

        
v

        
+

        
1

        
;

        
a

        
:=

        
a

        

          
/

        

        
2

      

    

    
{\displaystyle v:=v+1;a:=a/2}

  

 Конец цикла

 Если 
v
 – нечётное, то 

  

    

      

        
k

        
:=

        
(

        
−

        
1

        

          
)

          

            

              

                

                  
b

                  

                    
2

                  

                

                
−

                
1

              

              
8

            

          

        

        
k

      

    

    
{\displaystyle k:=(-1)^{\frac {b^{2}-1}{8}}k}

  

4. (Применение квадратичного закона взаимности)

 

  

    

      

        
k

        
:=

        
k

        
(

        
−

        
1

        

          
)

          

            

              

                
(

                
a

                
−

                
1

                
)

                
(

                
b

                
−

                
1

                
)

              

              
4

            

          

        

      

    

    
{\displaystyle k:=k(-1)^{\frac {(a-1)(b-1)}{4}}}

  

 

  

    

      

        
r

        
:=

        

          
|

        

        
a

        

          
|

        

      

    

    
{\displaystyle r:=|a|}

  

 

  

    

      

        
a

        
:=

        
b

        

        
mod

        

        

        
r

      

    

    
{\displaystyle a:=b\mod {r}}

  

 (наименьший положительный вычет)

 

  

    

      

        
b

        
:=

        
r

      

    

    
{\displaystyle b:=r}

  

 Идти на шаг 3
```

Замечание: для подсчёта {\displaystyle (-1)^{\frac {a^{2}-1}{8}}} не нужно вычислять показатель степени, достаточно знать остаток от деления {\displaystyle a} на 8. Это увеличивает скорость работы алгоритма.

## Список литературы
- Виноградов И. М. Основы теории чисел. — Москва: ГИТТЛ, 1952. — С. 180. — ISBN 5-93972-252-0.
- Н. Cohen. A course in computational algebraic number theory. — Springer, 1996. — ISBN 3-540-55640-0.